# Зидаров, Любен
Любен Зидаров (болг. Любен Зидаров, 23 декабря 1923 года, Велико-Тырново, Царство Болгария — 3 января 2023 года) — болгарский художник. Народный художник Болгарии. Почётный гражданин Софии (2022). Почётный доктор Национальной академии искусств Болгарии.
Работал в графике, иллюстрации, живописи, создавал гобелены и шпалеры.

## Биография
Любен родился в Тырново, где его отец поселился, бежав из Кастории. Его прадед, мастер Трайко Димов, был каменщиком, построившим Сливенскую часовую башню. О детстве Любена известно немного, кроме того, что он увлекался книгами и ещё будучи студентом сделал свои первые любительские художественные оформления книг: «Я читал Джека Лондона и делал иллюстрации, со всей своей юношеской наивностью делал их по форме прочитанной книги, вырезал их и вклеивал внутрь страниц — чтобы было похоже, будто книга вышла с моими иллюстрациями».
В 1948 году Любен окончил Академию художеств в Софии по классу профессора Ильи Петрова.
Работал иллюстратором детских журналов «Септемврийче» (1948—1953), «Пламъче» (1953—1958) и «Славейче» (1958—1967, был одним из основателей журнала). С 1967 по 1970 год был главным художником издательства «Народна младеж».
В 1970-е годы был заместителем председателя, а затем председателем Творческого фонда Союза болгарских художников. С 1996 по 1999 год возглавлял Союз болгарских художников.
Зидаров — автор иллюстраций в таких книгах, как «Сказки Шахерезады», «Болгарские народные сказки» Ангела Каралийчева, «Остров сокровищ» Роберта Льюиса Стивенсона, «По теням облаков» Пейо Яворова, «Морской волчонок» Майн Рида, «Том Сойер» Марка Твена, «Хижина дяди Тома» Гарриет Бичер-Стоу, «Сказки Ганса Христиана Андерсена», «Сказки со всего света» Николая Райнова и другие.
До 1989 года участвовал в национальных выставках иллюстрации и искусства болгарской книги, а также в репрезентативных выставках за рубежом. Организовал многочисленные персональные выставки в Софии (1957, 1979, 1983), Варшаве (1960), Пловдиве (1977), Враце (1980), Велико Тырново (1983), Шумене (1984), Кырджали (1984).
Гобелен «Мой город» (1970) находится в коллекции Музея прикладного искусства, София.
В 2019 году иллюстрировал болгарские издания серии «Гарри Поттер», его работа вызвала множество неоднозначных реакций. Был одним из лидеров болгарского комикса.
За свою работу Любен Зидаров был удостоен государственного звания Народного художника Болгарии, серебряной медали (1959) и золотой медали (1965) Международной книжной выставки в Лейпциге, премии ДКМС по искусству и культуре (1970), премии Союза болгарских художников имени Бориса Ангелушева за иллюстрации (1976), ордена «Кирилла и Мефодия» 1-й степени в 1963 году. В 2014 году он был удостоен Гран-при столичного муниципалитета за общее творчество и особый вклад в области культуры. В 2016 году получил награду «Золотой век» Министерства культуры. 17 сентября 2022 года на торжественном заседании Софийского городского совета ему присвоено звание Почётного гражданина Софии. Номинировался на Международную премию Андерсена и Премию памяти Астрид Линдгрен.
Умер 3 января 2023 года.
Сын — искусствовед Филип Зидаров.